# 神奈川県立清水ヶ丘高等学校
神奈川県立清水ケ丘高等学校（かながわけんりつしみずがおかこうとうがっこう）は、神奈川県横浜市南区清水ケ丘にあった公立の高等学校。

## 概要
- 通称は「清水」（しみず）、「しみこう」。
- 当時の100校計画の一環により設立された。
- 開学当初は神奈川県横浜市南区大岡の県立商工高校跡地に仮校舎を用いた。1977年12月に清水ヶ丘の地に校舎が完成し移転した。
- 同窓会は清嵐会。
- 文化祭は「清陵祭」。後継校の校名にも「清陵」の字が使われている。
- 開校当時からの男子制服にハイネックシャツを採用。（昭和63年度まで）

## 沿革
- 2004年（平成16年） - 神奈川県立大岡高等学校と再編統合し、神奈川県立横浜清陵総合高等学校となる。

## 校章・校訓

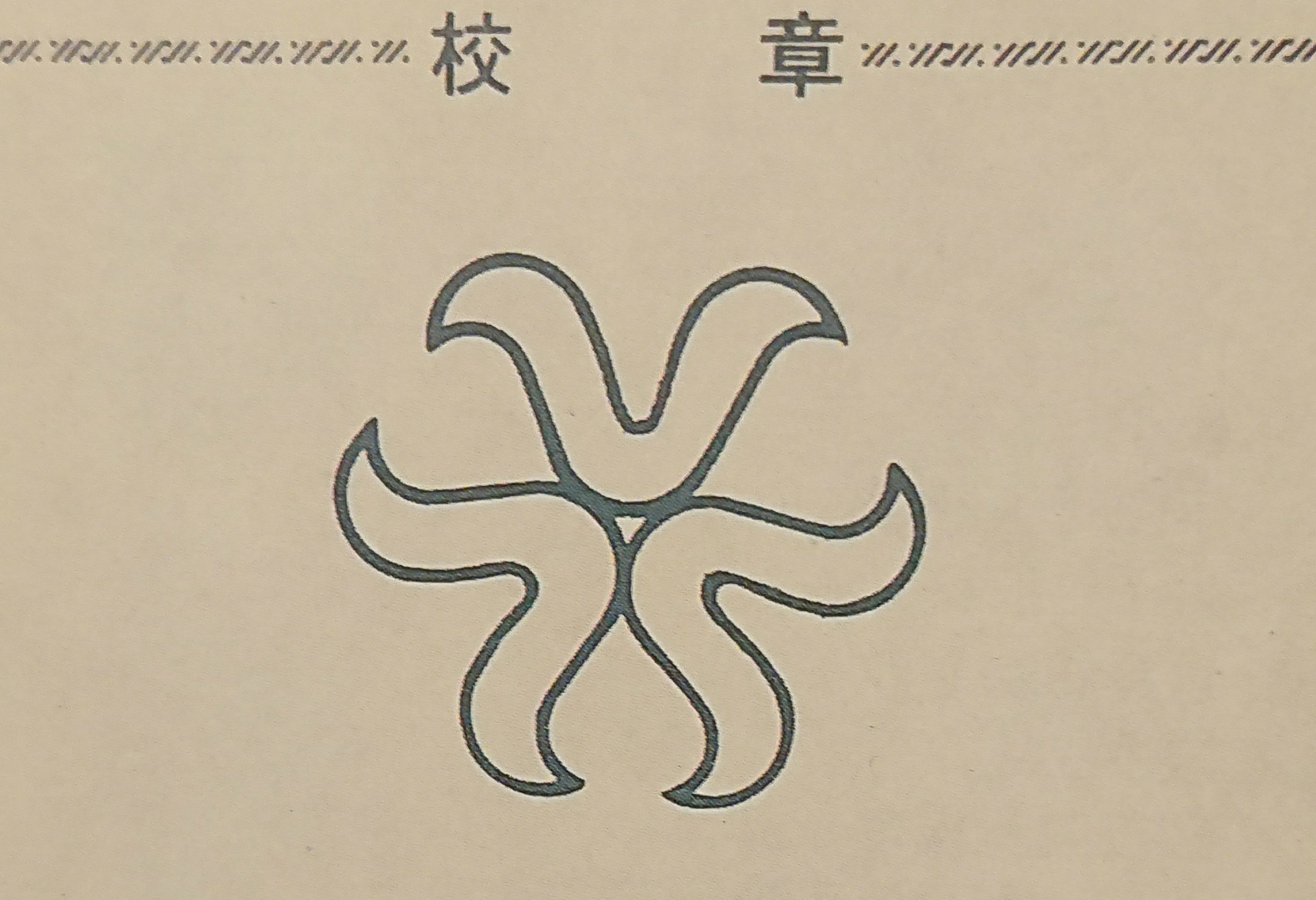

【飛躍】羽ばたく三羽のかもめ
【清純】山ゆりの花
【友愛】共鳴する三つの鐘

## 著名な出身者

### 学術・研究
- 斎藤友佳理（バレエダンサー、10期生）

### 芸能人・アナウンサー
- 斉藤由貴（女優、9期生）
- 伽代子（女優、タレント、13期生）
- 横尾泰輔（NHKアナウンサー、17期生）
- 麻生けんたろう（ラジオDJ）
- 大倉正章（声優）
- 落合るみ（声優）
- 日野由利加（声優）

### 政治
- 後藤輝樹（政治活動家）

## アクセス
- 京急本線南太田駅より徒歩10分。